# Tapani Niku
Tapani Niku (ur. 1 kwietnia 1895 w Haapavesi, zm. 6 kwietnia 1989 w Lahti) – fiński biegacz narciarski, brązowy medalista olimpijski.

## Kariera
Zdobył brązowy medal w biegu na 18 km stylem klasycznym podczas zimowych igrzysk olimpijskich w Chamonix w 1924 roku. W biegu tym uległ jedynie dwóm Norwegom: zwycięzcy Thorleifowi Haugowi oraz drugiemu na mecie Johanowi Grøttumsbråtenowi. Na tych samych igrzyskach wystartował w biegu na 50 km techniką klasyczną, ale nie zdołał go ukończyć.
Brał udział też w mistrzostwach świata w Lahti w 1926 roku. Zajął tam 6. miejsce w biegu na 50 km, a w biegu na 18 km był trzynasty.
Ponadto Niku dziewięciokrotnie zostawał mistrzem Finlandii: w 1921 r. w biegu na 30 km, w 1923 na 10 km i 30 km, w 1924 roku na 10 km, w 1925 roku na 10 km, 30 km i 60 km oraz w 1926 roku na 10 i 30 km. Na zawodach Salpausselän Kisat zwyciężał czterokrotnie: w 1923 roku w biegu na 50 km, w 1924 roku na 10 km i 50 km oraz w 1925 roku ponownie na dystansie 50 km.

## Osiągnięcia

### Igrzyska olimpijskie
| Miejsce | Dzień       | Rok  | Miejscowość | Konkurencja             | Wynik       | Strata      | Zwycięzca     |
| ------- | ----------- | ---- | ----------- | ----------------------- | ----------- | ----------- | ------------- |
| DNF     | 30 stycznia | 1924 | Chamonix    | 50 km stylem klasycznym | 3:44:32 h   | -           | Thorleif Haug |
| 3.      | 2 lutego    | 1924 | Chamonix    | 18 km stylem klasycznym | 1:14:31.4 h | +1:54.6 min | Thorleif Haug |

### Mistrzostwa świata
| Miejsce | Dzień    | Rok  | Miejscowość | Konkurencja             | Czas biegu | Strata     | Zwycięzca    |
| ------- | -------- | ---- | ----------- | ----------------------- | ---------- | ---------- | ------------ |
| 13.     | 4 lutego | 1926 | Lahti       | 30 km stylem klasycznym | 2:20.55 h  | ?          | Matti Raivio |
| 6.      | 6 lutego | 1926 | Lahti       | 50 km stylem klasycznym | 4:18.18 h  | +11:48 min | Matti Raivio |